# 11314 Charcot
A 11314 Charcot (ideiglenes jelöléssel 1994 NR1) a Naprendszer kisbolygóövében található aszteroida. Eric Walter Elst fedezte fel 1994. július 8-án.